# Gemerská Hôrka
Gemerská Hôrka es un municipio del distrito de Rožňava en la región de Košice, Eslovaquia, con una población estimada a final del año 2024 de 1266 habitantes.
Se encuentra ubicado al oeste de la región, en la cuenca hidrográfica del río Hernád, y cerca de la frontera con la región de Banská Bystrica y Hungría.

## Demografía
| Año        | 1994 | 2004    | 2014    | 2024    |
| ---------- | ---- | ------- | ------- | ------- |
| Población  | 1284 | 1334    | 1319    | 1266    |
| Diferencia |      | +3,89 % | −1,12 % | −4,01 % |

| Año        | 2023 | 2024    |
| ---------- | ---- | ------- |
| Población  | 1272 | 1266    |
| Diferencia |      | −0,47 % |